# 維克托·克利馬
维克托·克利马（德語：Viktor Klima；1947年6月4日—） 奥地利社会民主党政治家和商业家。1997年至2000年任奥地利总理。
克利马生于下奥地利州施韦夏特，1969年在OMV国有石油公司工作，直至1992年开始他的政治生涯。尽管大多数奥地利人当时不知道克利马此人，但总理弗朗茨·弗拉尼茨基仍任命他为运输和国有化工业部长，直到1996年他成为财政部长。
1997年弗朗尼茨基总理辞职后，克利马当选社会民主党主席，并宣誓就任奥地利新总理。1999年10月的选举后，社会民主党遭受巨大挫败，克利马辞去党主席的职务，由阿尔弗雷德·古森鲍尔接任。次年2月他与许塞尔的奥地利人民党组成新一届联合政府，许塞尔任总理，他改任财政部长。
克利马与其他欧洲领导人托尼·布莱尔和格哈德·施罗德是“第三条道路”战略的倡导者。他离开政府后，在格哈德·施罗德的帮助下，担任德国大众汽车在阿根廷的高级管理职位，当时阿根廷处于严重的经济危机。克利马2006年中期成为大众汽车在整个南美的业务总经理，直到2010年合同终止。